# زبان ارمنی غربی
شاخه زبان ارمنی شرقی در جمهوری ارمنستان، جمهوری آرتساخ و ارمنی‌های ایران و شاخه غربی زبان ارمنی مورد استفاده ارمنی‌های ساکن در سایر نقاط جهان است.